# Вісюліна Олена Дмитрівна
Олена Дмитрівна Вісюліна (нар. 17 (29) травня 1898, Київ — 19 жовтня 1972, Київ) — український ботанік, доктор біологічних наук (з 1956).

## Біографія
Народилася 29 травня 1898 року у Києві в родині столяра. Закінчивши 1917 р. гімназію, вона вступила на природничий відділ Київських вищих жіночих курсів, де навчалася до 1920 р., а потім два роки працювала викладачем природознавства у трудовій школі. 1922 р. вступила до Київського інституту народної освіти, який закінчила 1925 р., після чого працювала у трудових школах міста. 1927 вступила до аспірантури Українського науково-дослідного інституту ботаніки під керівництвом члена-кореспондента АН УРСР Є. І. Бордзиловського.
Після закінчення аспірантури працювала молодшим і старшим науковим співробітником Інституту ботаніки АН УРСР, та за сумісництвом — доцентом кафедри ботаніки Київського педагогічного інституту. 1939 — захистила кандидатську дисертацію на тему «Родина жовтецевих флори Української РСР та її народногосподарське значення», а 1956 — докторську дисертацію на тему «Родина бобових флори УРСР та її народногосподарське значення».

## Наукова діяльність
Основні праці присвячені проблемам морфології анатомії і систематики рослин. О. Д. Вісюліна описала 13 нових видів, зокрема Aconitum rogoviczii Wissjul., Althaea bordzilovskii Wissjul., Medicago kotovii Wissjul. та інших, 15 підвидів і 10 форм рослин. Автор та співавтор 75 наукових праць. Є автором визначника-довідника «Бур'яни України». Провідний автор та член редколегії 12-томного видання «Флора УРСР», для якого вона опрацювала 30 родин, серед них такі значні як бобові (Fabaceae Lindl.), жовтецеві (Ranunculaceae Juss.), пасльонові (Solanaceae Juss.), дзвоникові (Campanulaceae Juss.) та інші. Співавтор довідника «Визначник рослин України».
Велике теоретичне і практичне значення мають праці «Місцеві дикорослі корисні рослини» (1951), «Відшукування і вивчення дикорослих корисних рослин» (1952), «Дикорослі лікарські рослини» (1953), «Весняна флора» (1954).
О. Д. Вісюліна у співавторстві з М. В. Клоковим опублікувала посібник для середньої школи «Короткий визначник рослин УРСР» у двох виданнях (1948, 1952).
Опублікувала шість науково-популярних праць окремими брошурами.

## Вшанування пам'яті
На честь Олени Вісюліної названий новий вид Jurinea helenae Sobko.

## Нагороди
- Орден Трудового Червоного Прапора;
- Державна премія СРСР, 1952;
- Державна премія УРСР в галузі науки і техніки, 1969.

## Родина
Олена Дмитрівна Вісюліна — мати Єлизавети Львівни Кордюм, науковця у галузі цитоембріології і клітинної біології, члена-кореспондента Національної академії наук України, заслуженого діяча науки і техніки України.